# Dunas de Concón
Dunas de Concón är sanddyner i Chile. Den ligger i regionen Región de Valparaíso, i den södra delen av landet mellan staden Concón och Stilla havet.